# Eugoa obscura
Eugoa obscura är en fjärilsart som beskrevs av George Francis Hampson 1900. Eugoa obscura ingår i släktet Eugoa och familjen björnspinnare. Inga underarter finns listade i Catalogue of Life.